# Katarina av Limbourg
Katarina av Limbourg, född 1215, död 1255, var en hertiginna av Lothringen, gift med hertig Matthias II av Lothringen. Hon var regent för sin son Fredrik III av Lothringen under hans omyndighet mellan 1251 och 1255. 